# 宝プロダクション
宝プロダクション（たからプロダクション）は、かつて京都市右京区御室地区・太秦地区に存在した日本の映画製作会社である。高村将嗣（高村正次）が設立し、宝プロダクション撮影所（のちの日本京映撮影所）を開所、映画監督加藤泰をデビューさせたことで知られる。船床定男、唐順棋が助監督として映画界に入った最初の会社でもある。

## データ
1. 所在地 : 京都市右京区御室双岡町[2]
2. 所在地 : 京都市右京区太秦安井池田町20番地[2]
  - 北緯35度00分54.51秒 東経135度43分2.06秒 / 北緯35.0151417度 東経135.7172389度

## 略歴・概要
牧野省三の長女・牧野冨榮の夫で、第二次世界大戦前、省三去りし後の東亜キネマ等持院撮影所長（1929年 - 1931年）を皮切りに、直木三十五の協力を得た大衆文芸映画社（1931年 - 1932年）、阪妻・立花・ユニヴァーサル連合映画の立花良介と組んだ正映マキノキネマ（1932年）、東活映画社の社長を辞任した南喜三郎と組んだ宝塚キネマ興行（1932年 - 1934年）と、短命に終わる映画会社をつくってはつぶしてきた高村正次が、戦後、高村将嗣と名乗って設立した。高村と冨榮の二人を中心に経営された。
当初、戦前に日本キネマ撮影所として建設・開所されたレンタルスタジオ双ヶ丘撮影所の跡地に建てられた、立石電機（現在のオムロン）京都工場の敷地（現在は住宅地）の一角で映画製作を行った。新東宝と配給契約を結び、時には同社と共同製作を行い、時代劇を製作した。大映京都撮影所の労働組合書記長を務めたことで解雇された加藤泰を演出部に雇い、1951年（昭和26年）には『剣難女難』二部作で監督としてデビューさせた。萩原章も、戦前のマキノ・プロダクション作品のリメイク『神変美女峠』で映画監督としてデビューしている。
1952年（昭和27年）に新東宝との契約を解除、東映と配給契約を結んだ。同年に加藤泰、若杉光夫ら大映京都撮影所をレッドパージされたスタッフが「劇団こうもり組」が結成されているが、のちに『月光仮面』で知られる船床定男は同劇団の演出助手を務めており、加藤が宝プロダクションで監督を始めると、船床も同社に入社することで映画界に入った。
1953年（昭和28年）には、双ヶ丘から天神川通（国道162号）に沿って南下した、天神川沿いに独自の映画スタジオ、宝プロダクション撮影所を建設・開所した。経営難から同年中に自主製作を停止、東映京都撮影所とステージレンタル契約を結び、同撮影所の補完的スタジオとして機能した。同年3月、京都大学法学部を卒業した唐順棋が、当時の東映京都撮影所長であり、かつてマキノ・プロダクションの總務部次長であった長橋善語（長橋達夫）の紹介で助監督として入社している。記録に残る同社の最後の製作物は、同年8月4日に東映が配給して公開された『地雷火組』（監督並木鏡太郎）であった。1956年（昭和31年）までには船床は東宝に移っており、1957年（昭和32年）までには唐も東宝に移り、『早く帰ってコ』（監督斎藤達雄）等にはチーフ助監督に船床、サード助監督に唐とクレジットされている。
1958年（昭和33年）、経営は好転せず、倒産した。同社の撮影所は日本京映が引継ぎ、日本京映撮影所と名称変更して、レンタルステージとして稼動した。

## フィルモグラフィ
すべて「製作」である。東京国立近代美術館フィルムセンター（NFC）等の所蔵状況についても記す。

### 1951年
- 『又四郎行状記 鬼姫しぐれ』[5]（『鬼姫しぐれ』[3][4]） : 監督中川信夫、新東宝共同製作・配給、2月11日公開 - 83分の上映用ポジプリントをNFCが所蔵[3]
- 『又四郎行状記 神変美女峠』[3]（『神変美女峠』[4][5]） : 監督萩原章、新東宝共同製作・配給、4月21日公開 - 68分の上映用ポジプリントをNFCが所蔵[3]
- 『神変美女峠 解決篇 又四郎笠』 : 監督萩原章、新東宝共同製作・配給、6月1日公開 - 80分の上映用ポジプリントをNFCが所蔵[3]・70分の16mmプリントが現存[12]
- 『黄門と弥次喜多 からす組異変』 : 監督並木鏡太郎、新東宝配給、7月13日公開
- 『十六文からす堂 千人悲願』 : 監督萩原章、新東宝配給、10月12日公開 - 55分の上映用ポジプリントをNFCが所蔵[3]
- 『剣難女難 女心伝心の巻』[5]（『剣難女難 女心転心の巻』[4]『剣難女難 第一部・女心流転の巻』[12]） : 監督加藤泰、新東宝配給、11月16日公開 - 70分の16mmプリントが現存[12]
- 『剣難女難 剣光流星の巻』（『剣難女難 第二部・剣光流星の巻』[12]） : 監督加藤泰、新東宝配給、11月30日公開 - 71分の16mmプリントが現存[12]

### 1952年
- 『青空浪人』 : 監督萩原章、新東宝共同製作・配給、2月22日公開
- 『天草秘聞 南蛮頭巾』 : 監督丸根賛太郎、東映配給、5月22日公開 - 76分の上映用ポジプリントをNFCが所蔵[3]・76分の16mmプリントが現存[12]
- 『清水港は鬼より怖い』 : 監督加藤泰、東映配給、7月9日公開 - 46分の上映用ポジプリントをNFCが所蔵[3]
- 『ひよどり草紙』 : 監督加藤泰、東映配給、10月23日公開 - 86分の上映用ポジプリントをNFCが所蔵[3]・73分の16mmプリントが現存[12]
- 『エンタツちょび髭漫遊記』（『ちょび髭漫遊記』[3]） : 監督丸根賛太郎、東映配給、12月18日公開 - 65分の上映用ポジプリントをNFCが所蔵[3]

### 1953年
- 『母子鳩』 : 監督伊賀山正徳、東映配給、2月5日公開 - 76分の上映用ポジプリントをNFCが所蔵[3]
- 『アチャコ・エンタツ ちゃんばら手帖』（『江戸の花和尚 人斬り数え唄』[3]） : 監督河野寿一、東映配給、5月20日公開 - 77分の上映用ポジプリントをNFCが所蔵[3]
- 『源太時雨』 : 監督萩原遼、東映配給、7月1日公開
- 『地雷火組』 : 監督並木鏡太郎、東映配給、8月4日公開 - 80分の上映用ポジプリントをNFCが所蔵[3]

## 註
1. 1 2 3 4 5  マキノ[1977], p.68, 72-73.
2. 1 2 3 4 5 6 7 8 9 10 11 12  宝プロダクション撮影所、立命館大学、2009年10月7日閲覧。
3. 1 2 3 4 5 6 7 8 9 10 11 12 13 14 15 16 17 18  所蔵映画フィルム検索システム検索結果、東京国立近代美術館フィルムセンター、2014年7月1日閲覧。
4. 1 2 3 4 5 6  宝プロ、日本映画情報システム、文化庁、2014年7月1日閲覧。
5. 1 2 3 4 5 6  1951年 公開作品一覧 216作品、1952年 公開作品一覧 287作品、1953年 公開作品一覧 321作品、日本映画データベース、2014年7月1日閲覧。
6. 1 2  樋口[2008], p.105.
7. 1 2  ガミさんの遺言、木全公彦、マーメイドフィルム、2014年7月1日閲覧。
8. 1 2  キネ旬[1976], p.125.
9. ↑  1929年 マキノ・プロダクション（御室撮影所）所員録、立命館大学、2014年7月1日閲覧。
10. ↑  船床定男、資料室、東宝、2014年7月1日閲覧。
11. ↑  唐順棋、資料室、東宝、2014年7月1日閲覧。
12. 1 2 3 4 5 6 7 8  宝プロ・チャンバラ映画特集、神戸映画資料館、2013年4月付、2014年7月1日閲覧。